# Jean de Loisy (commissaire d'exposition)
Pour les articles homonymes, voir Jean de Loisy.
Jean Carrelet de Loisy d'Arcelot, dit Jean de Loisy, né en 1957, est un critique d'art et commissaire d'exposition français, spécialiste de l'art moderne et contemporain.

## Biographie
Ancien élève de l'École du Louvre à Paris, Jean de Loisy a dirigé de 1983 à 1986 le Frac des Pays de la Loire et a fondé et présidé l’association des directeurs de Frac. 
En poste au ministère de la Culture de 1986 à 1988, il est chargé de mission pour la création contemporaine dans les monuments historiques. Il est ensuite de 1989 à 1991 responsable des expositions au Carré d'art de Nîmes.
Il devient conservateur à la fondation Cartier à Paris en 1990, puis conservateur au musée national d'art moderne dans la même ville de 1994 à 1997.
Il est nommé président du palais de Tokyo en juin 2011. Il est nommé directeur des Beaux-Arts de Paris par le ministre de la Culture, Franck Riester le 12 décembre 2018, où il succède à Jean-Marc Bustamante, fonction qu'il occupe jusqu'en 2021. Il est remplacé par Alexia Fabre en janvier 2022.
Depuis 2013, il produit et anime l'émission radiophonique Les Regardeurs sur France Culture, rebaptisée L'art est la matière depuis 2017.

## Publications
- Patrick Tosani, catalogue des expositions du Palais de la Bourse à Nantes, du 15 décembre 1983 au 7 janvier 1984, du musée municipal de La Roche-sur-Yon, du 4 février 1984 au 13 mars 1984, et du Palais des congrès et de la culture au Mans, du 3 au 29 mai 1984.
- Absalon, ouvrage publié à l'occasion de l'exposition carte blanche à Jean de Loisy au CREDAC, à Ivry-sur-Seine, du 29 novembre 1989 au 14 janvier 1990.
- Richard Deacon, art for other people, catalogue de l'exposition de Villeneuve d'Ascq, Musée d'art moderne de la Communauté Urbaine de Lille, du 16 mai au 26 juillet 1992.
- Hors limites : l'art et la vie, 1952-1994…, catalogue de l'exposition présentée du 9 novembre 1994 au 23 janvier 1995 au Musée national d'art moderne - Centre de création industrielle, Centre Georges-Pompidou, à Paris.
- Itinere : camiño e camiñantes, catalogue de l'exposition du Centro Galego de arte contemporanea, Saint-Jacques-de-Compostelle, de décembre 1994 à février 1995.
- C'est à vous, Monsieur Gasiorowski ! (avec Caroline Naphegyi), catalogue de l'exposition du Musée national d'art moderne - Centre de création industrielle, Centre Georges Pompidou, à Paris, du 8 mars au 29 mai 1995.
- La beauté, catalogue des expositions d'Avignon, du 27 mai au 1er octobre 2000, Flammarion.
- Traces du sacré (avec Alfred Pacquement, Angela Lampe et Mark Alizart), catalogue des expositions de Paris, Centre Georges Pompidou, galerie 1, du 7 mai au 11 août 2008, et de Munich, Haus der Kunst, du 19 septembre 2008 au 11 janvier 2009.
- Huang Yong Ping : myths (avec Gilles Tiberghien), catalogue des expositions de la chapelle des Petits-Augustins de l'École nationale des Beaux-Arts de Paris, du 23 octobre au 1er décembre 2009, et de la Galerie Kamel Mennour, Paris, du 23 octobre au 19 décembre 2009.
- Monumenta 2011, Anish Kapoor : Leviathan, catalogue de l'exposition du Grand Palais, du 11 mai au 23 juin 2011.
- L'affaire des 1 052 m2 : les vitraux de la cathédrale de Nevers, Les Presses du Réel, 2011.
- One man's floor is another man's feelings (avec Ilan Wizgan), catalogue de l'exposition du Pavillon israélien de la 54e Biennale de Venise, du 4 juin au 27 novembre 2011, Les Presses du réel.
- Les maîtres du désordre (avec Bertrand Hell, Sandra Adam-Couralet et Nanette Jacomijn Snoep), catalogue des expositions de Paris, Musée du quai Branly, du 11 avril au 29 juillet 2012, de Bonn, Kunst- und Ausstellungshalle der Bundesrepublik Deutschland, du 31 août au 2 décembre 2012, et de Madrid, Fundació la Caixa, du 7 février au 19 mai 2013.